# Délégué militaire régional
Pour les articles homonymes, voir DMR.
Les délégués militaires régionaux (DMR) sont des officiers envoyés ou nommés par les services spéciaux issus de la France libre à partir de septembre 1943 en France métropolitaine. Le Comité français de la libération nationale, siégeant à Alger, avait décidé d'implanter, parallèlement à l'organisation civile chargée de préparer l'après libération, des délégués militaires dans chaque région. Ils sont au nombre de douze répartis selon la carte ci-dessous déterminée par les services du commissariat à l'intérieur, selon les directives de Jean Moulin et d'Henri Frenay.
Les délégués régionaux sont placés sous la tutelle de délégués de zone : Nord (zone occupée), Sud (ancienne zone libre). Ces derniers travaillent sous l'autorité d'un délégué national, successivement Pierre Marchal alias Hussard, Louis Mangin alias Losange, Maurice Bourgès-Maunoury et Jacques Chaban-Delmas.
L'organigramme de la Résistance étant complexe, les DMR dépendent hiérarchiquement et directement du Bureau central de renseignements et d'action (BCRA) siégeant à Londres. Plusieurs régions sont découpées en sous-secteurs, en particulier le grand Ouest et le bassin parisien.

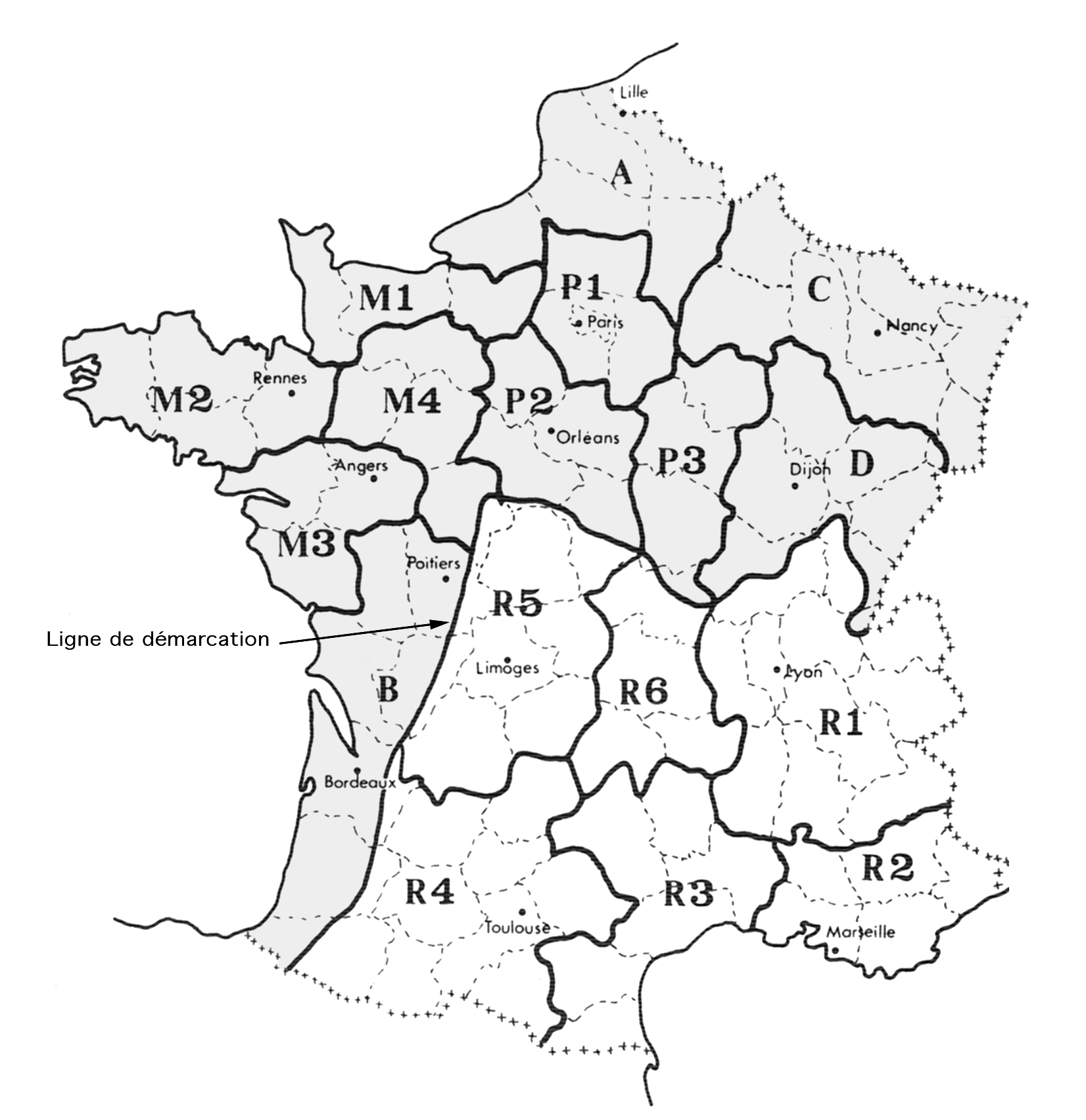
Carte de l'organisation territoriale de la Résistance intérieure française

## Missions

### Plans
Les DMR ont pour mission première la mise en place des plans élaborés à Londres sur la base des renseignements recueillis par les différents réseaux pour préparer le débarquement allié. Ils sont au nombre de huit :
- Plan vert : Interruption des communications ferrées
- Plan jaune : Destruction des organes de commandement ennemis
- Plan rouge : Destruction des dépôts de munitions
- Plan momie : Protection des ports (ils peuvent être utilisés pour acheminer la logistique alliée)
- Plan noir : Destruction des dépôts de carburant
- Plan tortue : Neutralisation des communications routières
- Plan bleu : Destruction des lignes électriques
- Plan violet : Destruction des lignes longues distances de communications téléphoniques

Ces actions sont mises en œuvre en coordination avec les groupes de résistance locale et/ou des commandos spéciaux qui interviennent ponctuellement de l'extérieur. Elles ont l'avantage majeur d'être plus ciblées et de limiter les dégâts collatéraux et d'épargner les vies humaines. Les mouvements de  Résistance intérieure avaient fortement insisté pour la mise en place d'un tel programme pour contrer la propagande du gouvernement de Vichy dénonçant les bombardements "aveugles".

### Lien indispensable
Les DMR sont conçus comme des ambassadeurs ou des techniciens mis à la disposition de la Résistance intérieure par les services de la France libre. Ils n'ont pas vocation à assurer un commandement.
Ils deviennent progressivement la charnière indispensable, malgré les difficultés diverses, qui permet la coordination des opérations y compris avec les mouvements de résistance d'origine communiste, qui à l'origine étaient très réticents. Dans beaucoup de cas leur autorité est contestée par les chefs locaux des groupes de Résistance qui ne sont que consultés avant leur nomination. Il arrive même qu'un responsable FFI soit nommé DMR comme Gilbert Grandval pour la région C (Châlon-sur-Marne).
Leur présence peut également revêtir un caractère de contrôle sur d'éventuels "débordements" que redoutent, à tort ou à raison, les autorités de la France libre.
Enfin, leur rôle est crucial pour la répartition des moyens et la circulation du renseignement.

## Moyens
Les consignes spécifiques et les renseignements fournis par le BCRA sont remis dans des valises piégées. Dès l'origine les DMR sont dotés de moyens radio qui leur permettent de communiquer directement avec le BCRA. Ils ont donc la haute main sur la transmission des renseignements, la fourniture d'armes, la distribution de l'argent aux différents mouvements de Résistance de leur région. À titre d'exemple, en mai 1944 les DMR reçoivent 80 millions de francs pour la zone sud et 71 millions pour la zone nord.
Devant l'ampleur de la tâche, on leur adjoint rapidement des officiers du Centre d'opérations de parachutages et d'atterrissages (COPA), puis de la Section atterrissage parachutage (SAP), chargés de repérer des lieux de parachutage et de coordonner les opérations de livraison.

## Hommes
Les DMR, tous engagés à des degrés divers au côté du général de Gaulle, sont tous volontaires pour cette nouvelle mission en métropole. La moyenne d'âge de ces officiers est d'une trentaine d'années. Ils ont tous subi l'entraînement commando des forces spéciales britanniques. Sociologiquement, ils sont principalement issus des classes aisées : cadres supérieurs de l'industrie ou du commerce, professions libérales ou officiers d'active. On peut enfin noter qu'on leur attribue comme pseudonyme le nom d'une figure géométrique.
Compte tenu de leur importance stratégique, ils sont particulièrement exposés et frappés par la répression. Leur durée de survie dans la France occupée, dans des régions qu'ils ne connaissent pas, est estimée dès leur arrivée à cinq mois. De fait, la majorité d'entre eux est arrêtée par la Gestapo, la  milice ou les sections spéciales de la police française. Certains sont assassinés ou déportés. D'autres ont le temps d'utiliser la capsule de cyanure dont chaque agent est doté dès son départ en mission.
La première opération  d'infiltration des DMR a lieu dans la nuit du 11 au 12 septembre 1943 sur un terrain près de Tours pour les DMR de la zone nord. La deuxième dans la nuit du 14 au 15 septembre 1943 près de Bletterans aux confins du Jura et de la Saône pour les DMR de la zone sud. Ensuite, les opérations de transport s'échelonnent par plusieurs canaux, souvent dans des conditions périlleuses.
On peut par exemple citer le cas d'Alexandre de Courson de la Villeneuve qui est acheminé le 17 mars 1944 à bord d'une vedette partie de Grande-Bretagne qui débarque à Kerroulou près de Guimaëc (Finistère). Épuisé par le voyage et éprouvant quelques difficultés à établir les liaisons il n'atteint son affectation à Clermont-Ferrand (R6) que le 26 mars, après avoir traversé tout le territoire et affronté bien des dangers, alors qu'il était censé l'atteindre en deux jours. On peut également citer le cas d'Eugène Déchelette qui, destiné à assurer la fonction de DMR à Limoges (R5), est parachuté à Saint-Uze (Drôme) le 29 janvier 1944 et se casse une cheville lors de sa réception.
Le travail souvent méconnu, mais héroïque, des délégués militaires régionaux sera malgré tout reconnu, puisque onze d'entre eux seront faits Compagnon de la Libération.

## Liste des Délégués militaires régionaux

### Zone sud
| Nom                                               | Pseudonyme            | Affectation                                           | Période                   | Profession avant guerre | Éléments biographiques |
| ------------------------------------------------- | --------------------- | ----------------------------------------------------- | ------------------------- | --- | --- |
| Maurice Bourgès-Maunoury (1914-1993)              | Polygone              | Région R1 (Lyon)                                      | Septembre 1943            | Ingénieur polytechnicien | Compagnon de la Libération Député et ministre radical après guerre |
| Paul Leistenschneider (1907-1999)                 | Carré                 | Région R3 (Montpellier), R4 (Toulouse) puis R1 (Lyon) | 1943-1945                 | Avocat | Compagnon de la Libération |
| Louis Burdet                                      | Circonférence         | Région R2 (Marseille)                                 | ?                         | ? | Un témoignage succinct |
| Jacques Picard                                    | Sultan                | Région R3 (Montpellier)                               | Intérim jusqu'à juin 1944 | ? | Musée de la Résistance : Jacques Picard, chef du réseau évasion Sultan |
| Lucien Cambas (1916-1961)                         | Trapèze               | Région R3 (Montpellier)                               | Juin à septembre 1944     | Militaire d'active | Compagnon de la Libération |
| Bernard Schlumberger (1911-1945)                  | Droite                | Région R4 (Toulouse)                                  | Janvier à août 1944       | Cadre bancaire | Note biographique |
| Eugène Déchelette (1906-1973)                     | Ellipse ou Chasseigne | Région R5 (Limoges)                                   | Janvier à septembre 1944  | Industriel | Compagnon de la Libération |
| Alexandre de Courson de la Villeneuve (1903-1944) | Pyramide              | Région R6 (Clermont-Ferrand)                          | Mars à juillet 1944       | Officier d'active (capitaine de cavalerie) au 3e régiment de chasseurs d'Afrique | Arrêté le 2 juillet 1944 par la Gestapo à Clermont-Ferrand. Vraisemblablement fusillé le 19 août 1944.                                                                         |
| Guy Vivier(1903-?)                                | Isotherme             | Région R6 (Clermont-Ferrand)                          | Juillet à septembre 1944  | Officier d'active (capitaine de cavalerie) au 2e régiment de chasseurs d'Afrique | Parachuté dans la nuit du 9 au 10 juin 1944 sur le terrain "Plongeon", il est l'adjoint du DMR de la R6 avant d'assurer l’intérim, puis son remplacement après son arrestation |
| Jean-Ernest Feyfant (1900-1949)                   | Moyenne               | Région R6 (Clermont-Ferrand)                          | Septembre à octobre 1944  | Ancien militaire d'active (chef de bataillon au 136e RIF, rayé des cadres de l'armée le 1er juin 1943 sur rapport de commission d'enquête relatif à son coup de folie dans les Bois d'Isnor le 16 mai 1940, au cours duquel il tua personnellement 3 de ses hommes et fit tuer indirectement un 4e) | D'abord intérimaire d'Ellipse à la DMR5 pendant la visite de celui-ci à Londres fin août - début septembre 1944. Remplace ensuite Isotherme à Clermont-Ferrand.                |

### Zone Nord
| Nom                                            | Pseudonyme              | Affectation                 | Période                       | Profession avant guerre                                                    | Éléments biographiques |
| ---------------------------------------------- | ----------------------- | --------------------------- | ----------------------------- | -------------------------------------------------------------------------- | --- |
| André Boulloche (1915-1978)                    | Segment                 | Région P (Paris)            | Septembre 1943 - janvier 1944 | Ingénieur des ponts et chaussées, Polytechnicien                           | Arrêté le 12 janvier 1944. Déporté. Compagnon de la Libération. Député et ministre socialiste après guerre. Décédé accidentellement en 1978. |
| André Rondenay (1913-1944)                     | Lemniscate              | Région P (Paris)            | 1944                          | Polytechnicien. Officier d'active. Exécuté par la Gestapo le 15 août 1944. | Compagnon de la Libération. |
| Raymond Fassin (1914-1945)                     | Sif, Comète ou Piquier  | Région A (Amiens)           | Septembre 1943 - avril 1944   | Instituteur                                                                | Agent de liaison de Jean Moulin en 1942, puis responsable des opérations aériennes zone sud. Arrêté à Paris le 2 avril 1944, mort en déportation au camp de Neuengamme. Notice biographique - Fiche biographique - Mémorial |
| Guy Chaumet (1913-1980)                        | Cissoide ou Mariotte    | Région A (Amiens)           | Avril - septembre 1944        | Haut fonctionnaire                                                         | Compagnon de la Libération. Il poursuit ses activités de représentation commerciale de la France après guerre. |
| Claude Bonnier (1897-1944)                     | Hypoténuse              | Région B (Bordeaux)         | Novembre 1943 - février 1944  | Ingénieur des mines                                                        | Gendre de Pierre Renaudel. Lui-même militant SFIO. Arrêté le 9 février 1944, il se suicide en prison. Compagnon de la Libération. |
| Charles Gaillard (?-?)                         | Triangle                | Région B (Bordeaux)         | Septembre 1943                | ?                                                                          | Arrivé en métropole le 14 septembre 1943 sur le terrain de Bletterans (Jura). |
| André Schock (1914-1973)                       | Diagonale               | Région C (Châlon-sur-Marne) | Septembre 1943 - janvier 1944 | Correcteur dans la presse, puis employé de commerce                        | Arrêté à Paris et blessé le 28 janvier 1944. Déporté. Compagnon de la Libération. Parlementaire MRP après guerre, puis cadre du secteur privé. |
| Gilbert Grandval-Hirsch-Ollendorff (1904-1981) | Planète                 | Région C (Châlon-sur-Marne) | Janvier - septembre 1944      | Directeur commercial                                                       | Compagnon de la Libération. Après la Libération, il commence une carrière diplomatique qu'il quitte en 1955 pour poursuivre une carrière politique dans le mouvement gaulliste de gauche. |
| Pierre Hanneton (1901-1969)                    | Ligne                   | Région D (Dijon)            | ?                             | Officier d'active (Lieutenant-colonel)                                     | Courte référence à son rôle dans la Haute-Saône. Il est possible que Pierre Hanneton soit un des artisans du ralliement de la Somalie française à la France libre le 29 décembre 1942 (à vérifier). Natif de Seine-et-Marne, il terminera sa carrière comme Général de Division de l'Armée Coloniale après de nombreux séjours en Afrique Occidentale Française et en Indochine. Lien vers sa fiche sur le site des français libres. |
| Jacques d'Avout d'Auerstaedt (1913-2003)       | Ovale                   | Région D (Dijon)            | ?                             | Ingénieur des mines                                                        | Apparenté au maréchal d'empire Louis Nicolas Davout. Courte biographie. |
| Valentin Abeille (1907-1944)                   | Fantassin puis Méridien | Région M (Le Mans)          | Septembre 1943 - mai 1944     | Sous-préfet de Provins puis de Marseille (révoqué)                         | Décédé des suites de ses blessures subies lors de son arrestation et des tortures infligées par la Gestapo. Compagnon de la Libération. |
| Jean Kammerer (1914-1944)                      | Parallèle               | Région M (Le Mans)          | Mai 1944 au 22 juin 1944      | Cadre dans une société de transport                                        | Arrêté le 22 mai 1944 près du Mans, vraisemblablement assassiné en prison. Courte biographie. |
| Robert Kaskoreff (1909-1988)                   | Jean Birien             | Région M (Le Mans)          | Juin 1944 à octobre 1944      | Horticulteur                                                               | Compagnon de la Libération |